# Anthology - Le nostre anime
Anthology - Le nostre anime è una compilation del cantautore italiano Franco Battiato, pubblicata il 13 novembre 2015 dalla Universal Music.

## Descrizione
L'artista ripercorre la sua carriera musicale di oltre quarant'anni, proponendo 52 brani, tra cui gli inediti Le nostre anime, che dà il titolo alla raccolta e che parla di un amore ritrovato dopo tanto tempo, Lo spirito degli abissi, un'esplorazione del proprio inconscio, Center of Gravity, versione inglese di Centro di gravità permanente cantata con Mika, e una cover di Se telefonando.
La maggior parte dei brani restanti è stata alterata rispetto alle versioni originali, con un diverso bilanciamento degli strumenti e altre modifiche più evidenti. In particolare sono presenti nuove registrazioni vocali delle canzoni La stagione dell'amore, L'animale, Lode all'inviolato e Io chi sono?, e una versione inedita di No Time No Space. I nuovi mix di Voglio vederti danzare e Un'altra vita utilizzano il cantato della raccolta Battiato del 1986, mentre Haiku parte della registrazione in Inneres Auge. Giubbe rosse e Stati di gioia presentano invece delle nuove basi musicali.
La raccolta è uscita anche in un'edizione "Super Deluxe", con più brani musicali e quattro DVD aggiuntivi, contenenti i film di Battiato Perdutoamor, Musikanten e Niente è come sembra, e alcune interviste realizzate per la trasmissione Bitte, keine Réclame. Il 4 dicembre 2015 è stata pubblicata, invece, una versione per il mercato europeo contenente alcuni brani cantati in spagnolo.

## Tracce (Versione Standard)
In copertina una serie di quadrati e triangoli che compongono un disegno astratto su fondo bianco. Questo simbolo era stato già utilizzato per le locandine promozionali dello spettacolo di Battiato Diwan.

### CD 1
1. Le nostre anime – 4:26 (Battiato)
2. L'era del cinghiale bianco (Mix 2015) – 3:21 (Battiato-Pio)
3. Stranizza d'amuri (Edit 2015) – 3:29 (Battiato-Pio)
4. Up Patriots to Arms (Mix 2015) – 4:22 (Battiato-Pio)
5. Prospettiva Nevski (Mix 2015) – 3:35 (Battiato-Pio)
6. Summer on a Solitary Beach (Mix 2015) – 4:50 (Battiato-Pio)
7. Bandiera bianca (Mix 2015) – 4:37 (Battiato-Pio)
8. Gli uccelli (Mix 2015) – 4:04 (Battiato-Pio)
9. Cuccurucucù (Mix 2015) – 4:11 (Battiato-Pio)
10. Centro di gravità permanente (Mix 2015) – 3:50 (Battiato-Pio)
11. Voglio vederti danzare (Mix 2015) – 3:28 (Battiato-Pio)
12. La stagione dell'amore (New Version 2015) – 3:44 (Battiato)
13. Un'altra vita (Mix 2015) – 3:07 (Battiato-Pio)
14. No Time No Space (Mix 2015) – 3:24 (Battiato-Pio)
15. L'animale (New Version 2015) – 2:55 (Battiato)
16. E ti vengo a cercare – 3:51 (Battiato)
17. Nomadi (Mix 2015) – 3:55 (Camisasca)
18. Giubbe rosse (New Version 2015) – 3:35 (Battiato-Pio)
19. Alexander platz (live) (da Giubbe rosse) – 3:20 (Cohen-Battiato-Pio)

Durata totale: 72:04

### CD 2
1. Center of Gravity (feat. Mika) – 3:25 (Battiato-Pio)
2. Lo spirito degli abissi – 3:36 (Battiato)
3. Povera patria – 3:43 (Battiato-Pio)
4. Caffè de la paix (Mix Edit 2015) – 3:22 (Battiato)
5. Strani giorni (Mix 2015) – 3:59 (Fenner-Sgalambro-Battiato)
6. La cura (Mix 2015) – 4:02 (Sgalambro-Battiato)
7. Shock in my Town – 4:22 (Sgalambro-Battiato)
8. Il mantello e la spiga – 4:00 (Sgalambro-Battiato)
9. Niente è come sembra – 3:36 (Sgalambro-Battiato)
10. Inneres Auge – 3:42 (Sgalambro-Battiato)
11. L'incantesimo – 3:20 (Sgalambro-Battiato)
12. Un irresistibile richiamo – 3:35 (Sgalambro-Battiato)
13. Testamento – 3:35 (Sgalambro-Battiato)
14. Passacaglia – 3:23 (Sgalambro-Battiato)
15. Il re del mondo (live) (da Del suo veloce volo) – 3:24 (Battiato-Pio)
16. Del suo veloce volo (live) (feat. Antony and the Johnsons) (da Del suo veloce volo) – 4:03 (Battiato)
17. I treni di Tozeur (live) (feat. Alice) (da Del suo veloce volo) – 3:09 (Cosentino-Battiato-Pio)

Durata totale: 62:16

### CD 3
1. Se telefonando – 3:22 (Costanzo-De Chiara-Morricone)
2. Aria di neve – 2:54 (Endrigo)
3. Te lo leggo negli occhi – 3:05 (Bardotti-Endrigo)
4. La canzone dei vecchi amanti – 3:26 (Del Prete-Brel)
5. Tutto l'universo obbedisce all'amore (feat. Carmen Consoli) – 3:27 (Battiato)
6. L'addio – 3:22 (Battiato-Avalli-Di Martino)
7. Inverno – 3:31 (De Andrè-Reverberi)
8. Oceano di silenzio – 4:19 (Battiato)
9. Le sacre sinfonie del tempo – 3:47 (Battiato-Pio)
10. L'ombra della luce – 4:53 (Battiato-Pio)
11. Lode all'inviolato (New Version 2015) – 3:22 (Battiato)
12. Haiku (New Version 2015) – 3:46 (Arioli-Battiato)
13. Stati di gioia (New Version 2015) – 3:53 (Sgalambro-Battiato)
14. Io chi sono? (New Version 2015) – 3:48 (Sgalambro-Battiato)
15. L'isola elefante 2015 – 2:50 (Battiato)
16. Proprietà proibita – 4:13 (Battiato)

Durata totale: 57:58

## Tracce (Super Deluxe Edition)
La copertina è rossa e presenta delle scritte bianche.

### CD 1
1. Le nostre anime – 4:26 (Battiato-Pio)
2. L'era del cinghiale bianco (Mix 2015) – 3:21 (Battiato-Pio)
3. Stranizza d'amuri (Edit 2015) – 3:29 (Battiato-Pio)
4. Up Patriots to Arms (Mix 2015) – 4:22 (Battiato-Pio)
5. Le aquile (Mix 2015) – 3:37 (Battiato-Pio)
6. Prospettiva Nevski (Mix 2015) – 3:35 (Battiato-Pio)
7. Summer on a Solitary Beach (Mix 2015) – 4:50 (Battiato-Pio)
8. Bandiera bianca (Mix 2015) – 4:37 (Battiato-Pio)
9. Gli uccelli (Mix 2015) – 4:04 (Battiato-Pio)
10. Cuccurucucù (Mix 2015) – 4:11 (Battiato-Pio)
11. Segnali di vita (Mix 2015) – 3:32 (Battiato-Pio)
12. Centro di gravità permanente (Mix 2015) – 3:50 (Battiato-Pio)
13. Sentimiento nuevo (Mix 2015) – 4:07 (Battiato-Pio)
14. Voglio vederti danzare (Mix 2015) – 3:28 (Battiato-Pio)
15. La stagione dell'amore (New Version 2015) – 3:44 (Battiato)
16. Un'altra vita (Mix 2015) – 3:07 (Battiato-Pio)

Durata totale: 62:20

### CD 2
1. Lo spirito degli abissi – 3:36 (Battiato)
2. No Time No Space (Mix 2015) – 3:24 (Battiato-Pio)
3. Chan-son egocentrique (Edit 2015) (feat. Alice) – 3:28 (Battiato-Pio)
4. L'animale (New Version 2015) – 2:55 (Battiato)
5. E ti vengo a cercare – 3:51 (Battiato)
6. Secondo imbrunire – 3:16 (Battiato)
7. Nomadi (Mix 2015) – 3:55 (Camisasca)
8. Giubbe rosse (New Version 2015) – 3:35 (Battiato-Pio)
9. Alexander platz (live) (da Giubbe rosse) – 3:20 (Cohen-Battiato-Pio)
10. Mesopotamia (live) (da Giubbe Rosse) – 4:25 (Battiato-Pio)
11. Povera patria – 3:43 (Battiato-Pio)
12. Caffè de la paix (Mix Edit 2015) – 3:22 (Battiato)
13. Fornicazione – 4:19 (Sgalambro-Battiato)
14. Strani giorni (Mix 2015) – 3:59 (Sgalambro-Battiato)
15. La cura (Mix 2015) – 4:02 (Sgalambro-Battiato)
16. Shock in my Town – 4:22 (Sgalambro-Battiato)
17. Il mantello e la spiga – 4:00 (Sgalambro-Battiato)
18. È stato molto bello – 3:50 (Sgamabro-Battiato)

Durata totale: 67:22

### CD 3
1. Center of Gravity (feat. Mika) – 3:25 (Battiato-Pio)
2. Il cammino interminabile – 3:44 (Sgalambro-Battiato)
3. Lontananze d'azzurro – 3:30 (Sgalambro-Battiato)
4. Tra sesso e castità – 3:25 (Sgalambro-Battiato)
5. Ermeneutica – 3:34 (Sgalambro-Battiato)
6. I giorni della monotonia – 3:19 (Battiato)
7. Aspettando l'estate – 3:34 (Sgalambro-Battiato)
8. Niente è come sembra – 3:36 (Battiato)
9. Tiepido aprile – 3:15 (Battiato)
10. Inneres Auge – 3:42 (Sgalambro-Battiato)
11. L'incantesimo – 3:20 (Battiato)
12. La quiete dopo un addio – 3:24 (Sgalambro-Battiato)
13. Un irresistibile richiamo – 3:35 (Sgalambro-Battiato)
14. Testamento – 3:35 (Sgalambro-Battiato)
15. Quand'ero giovane – 3:45 (Sgalambro-Battiato)
16. Passacaglia – 3:23 (Sgalambro-Battiato)
17. Il re del mondo (live) (da Del suo veloce volo) – 3:24 (Battiato-Pio)
18. Del suo veloce volo (live) (feat. Antony and the Johnsons) (da Del suo veloce volo) – 4:03 (Battiato)
19. I treni di Tozeur (live) (feat. Alice) (da Del suo veloce volo) – 3:09 (Cosentino-Battiato-Pio)

Durata totale: 66:42

### CD 4
1. Se telefonando – 3:22
2. La canzone dell'amore perduto – 3:26
3. Ruby Tuesday – 3:37
4. J'entends siffler le train – 3:11
5. Aria di neve – 2:54
6. Te lo leggo negli occhi – 3:05
7. La canzone dei vecchi amanti – 3:26
8. Perduto amore – 3:17
9. Impressioni di settembre – 3:40
10. Se mai – 3:07
11. Ritornerai – 3:25
12. Insieme a te non ci sto più – 3:13
13. Tutto l'universo obbedisce all'amore (feat. Carmen Consoli) – 3:27
14. Era d'estate – 3:04
15. E più ti amo – 3:12
16. Il Carmelo di Echt – 3:23
17. L'addio – 3:22
18. Inverno – 3:31

Durata totale: 59:42

### CD 5
Le tracce dalla 9 alla 24 formano la Joe Patti's Experimental Medley. La traccia intitolata Fetus è in realtà la parte iniziale del brano Energia.
1. Oceano di silenzio – 4:19 (Battiato)
2. Le sacre sinfonie del tempo – 3:47 (Battiato-Pio)
3. L'ombra della luce – 4:53 (Battiato-Pio)
4. Sui giardini della preesistenza (Mix 2015) – 3:48 (Battiato)
5. Lode all'inviolato (New Version 2015) – 3:22 (Battiato)
6. Haiku (New Version 2015) – 3:46 (Battiato)
7. Stati di gioia (New Version 2015) – 3:53 (Sgalambro-Battiato)
8. Io chi sono? (New Version 2015) – 3:48 (Sgalambro-Battiato)
9. Fetus – 1:23 (Battiato)
10. Meccanica – 4:40 (Battiato)
11. Il silenzio del rumore – 1:52 (Battiato)
12. Areknames – 0:48 (Battiato)
13. Beta – 0:44 (Battiato)
14. Plancton – 1:26 (Battiato)
15. Sequenze e frequenze – 6:12
16. Aria di rivoluzione – 3:08 (Battiato)
17. I cancelli della memoria – 2:10 (Battiato)
18. No U Turn – 1:57 (Battiato)
19. Nel cantiere di un'infanzia – 1:28 (Battiato)
20. Leoncavallo – 4:12 (Battiato)
21. The Implicate Order – 2:23
22. Cern – 1:51
23. L'isola elefante 2015 – 2:50
24. Proprietà proibita – 4:13

Durata totale: 72:53

### CD 6
La traccia Teoria della Sicilia proviene dall'opera inedita Il cavaliere dell'intelletto. Questa registrazione è la stessa ascoltabile nella terza puntata di Bitte, keine Réclame.
1. Introduzione – 4:15
2. Gloria gloria curva – 2:34
3. Finale – 2:09
4. Kyrie – 8:19
5. Gloria – 4:58
6. Credo – 2:51
7. Sanctus – 6:46
8. Agnus Dei – 6:04
9. Schmerzen – 2:50
10. Plaisir d'amour – 3:57
11. Gestillte Sensucht – 5:48
12. Balletto – 6:06
13. Quarto viaggio – 3:12
14. Danza I – 4:30
15. Benedictus – 2:04
16. Coro – 1:29
17. Teoria della Sicilia – 2:01

Durata totale: 69:53

## Tracce (Versione Internazionale)
In copertina quattro foto in bianco e nero di Franco Battiato nel corso degli anni.

### CD 1
1. Cuccurucucù – 4:07
2. Nómadas – 4:15
3. Centro de gravedad – 3:38
4. Yo quiero verte danzar – 3:35
5. Bandera blanca – 4:42
6. Pobre patria – 3:43
7. La era del jabalí blanco – 3:48
8. La estación de los amores – 3:46
9. Otra vida – 3:45
10. Cuando era joven – 3:44
11. Sentimiento nuevo – 3:55
12. J'entends siffler le train – 3:11
13. Up Patriots to Arms (Mix 2015) – 4:22
14. No Time No Space (Mix 2015) – 3:24
15. L'ombra della luce (Arabian Version) (da Concerto di Baghdad) – 4:06
16. Center of Gravity (feat. Mika) – 3:25

Durata totale: 61:26

### CD 2
1. Le nostre anime – 4:26
2. Lo spirito degli abissi – 3:36
3. Summer on a Solitary Beach (Mix 2015) – 4:50
4. Gli uccelli (Mix 2015) – 4:04
5. L'animale (New Version 2015) – 2:55
6. Stranizza d'amuri (Edit 2015) – 3:29
7. La cura (Mix 2015) – 4:02
8. Testamento – 3:35
9. Tutto l'universo obbedisce all'amore (feat. Carmen Consoli) – 3:27
10. Shock in my Town – 4:22
11. Del suo veloce volo (live) (feat. Antony and the Johnsons) (da Del suo veloce volo) – 4:03
12. La canzone dei vecchi amanti – 3:26
13. Lode all'inviolato (New Version 2015) – 3:22
14. E ti vengo a cercare – 3:51
15. Oceano di silenzio – 4:19
16. Giubbe rosse (New Version 2015) – 3:35

Durata totale: 61:22

## Formazione
- Franco Battiato – voce, tastiera
- Alessandro Cortini – chitarra, sintetizzatore
- Daniele Luppi – percussioni
- Jakko Jakszyk – chitarra
- Carlo Guaitoli – tastiera, pianoforte
- John Giblin – basso
- Gavin Harrison – batteria